# Randulawang
Randulawang is een bestuurslaag in het regentschap Blora van de provincie Midden-Java, Indonesië. Randulawang telt 3012 inwoners (volkstelling 2010).